# Tulak (huyện)
Tulak là một huyện thuộc tỉnh Ghowr, Afghanistan. Dân số thời điểm năm 1999 là 40,788 người.